# Indomodulus tectum
Espèce
Indomodulus tectum est une espèce de mollusques gastéropodes marins appartenant à la famille des Modulidae.

## Description
- Répartition : océan Indien et ouest de l’océan Pacifique.
- Longueur : 2,5 cm.